# بل سیتی (لوئیزیانا)
بل سیتی (به انگلیسی: Bell City) یک منطقهٔ مسکونی در ایالات متحده آمریکا است که در پریش کلکیشو، لوئیزیانا واقع شده‌است. بل سیتی ۳٫۰۵ متر بالاتر از سطح دریا واقع شده‌است.